# Frederiksborghesten
Frederiksborghesten er en dansk hesterace, fremavlet som en fast type i Frederik IV's tid. Racen blev fremavlet fra den gamle danske stridshest blandet med frieserheste og heste fra Italien, Spanien, Frankrig og Østeuropa. I over 100 år ansås den for den fornemste kørehest i hele Europa, og blev endog regnet for overlegen sammenlignet med de engelske køreheste. Den var de danske kongers stolthed.

## Historie

### Oprindelse
Det var længe den almindelige opfattelse, at hesten i Danmark var af beskeden størrelse i jernalderen. Men skeletfund fra Udby på Sjælland viser, at der fandtes store heste.
I middelalderen var Danmark berømt for fortrinlige, ret små, rapfodede heste, hvoraf mange har mindet om islænderen. De var udmærkede til brug i landbruget og til ridebrug. Disse heste var dengang en af landets største eksportartikler.

### Stridsheste
Adelen havde store stridsheste, der blev brugt til krig. De var hurtige og kunne bære betydelig vægt og fik stor betydning for senmiddelalderens og renæssancens pansrede rytteri, hvis rustninger kunne veje lige så meget som rytteren. Træfsikre ildvåben med stor gennemslagskraft overflødiggjorde omkring år 1500 harnisk og dermed de store heste.

### Frederiksborgavlens glansperiode
Ved reformationen i 1536 overtog kong Christian III kirkernes og klostrenes godser. Her fandtes nogle af landets bedste heste, og en del blev samlet på store kongsgårde. Efter sortering blev det bedste hestemateriale samlet i et avlscenter på godset Hillerødsholm, der ved mageskifter nåede et areal på 5.000 tønder land ager og 3.000 tønder land skovvang. Frederik den 2. og Christian den 4. var begge interesseret i hesteavl og havde indkøbt avlsheste i Spanien og fra andre europæiske stutterier, overvejende heste af spansk type. Avlen med disse  heste foregik på en ret tilfældig måde. De kongelige gårde, hvor de bedste heste fandtes, havde hidtil haft til opgave at levere ride- og køreheste til de kongelige stalde. De omfattede mange racer og brugstyper, og alle farver var repræsenteret. Det drejede sig blot om at levere lette rideheste og svære køreheste med aparte farver. 
Efter enevældens indførelse blev der stillet større krav om hestespand, der var ens med hensyn til aftegn, størrelse og farve. Christian V var især interesseret i at få heste, der var ens, så han kunne få to, fire eller seks ens heste spændt for en kongelig karet. Han fik i 1690 efter en rejse til Frankrig sat avlen i system med en stutteriforordning, ifølge hvilken stamdyrene på Hillerødsholm blev samlet i såkaldte 'stod', det vil sige en hingst med 10-20 hopper. Det areal ager og tyndt bevokset skov, som var nødvendigt til at føde et stod, udgjorde en vang. Hver vang var indhegnet med sten- og risgærder. Flere stod udgjorde en stamme, der havde navn efter den farve, der avledes efter. Avlsmålet: Køreheste af samme farve, aftegn og størrelse, blev fastsat efter fransk forbillede. Kongen stræbte efter at rendyrke farverne hvid, hvidgrå, blåskimlet, sort, brun, rød, gul, tigret (plettet) og broget. Målet søgtes ved renavl og indavl. Det lykkedes stort set, og hestene blev kendt i udlandet som ”Den danske hest”. Hestenes udseende ses af Salys rytterstatue på Amalienborg slotsplads, som blev opstillet i 1768 og er modelleret efter seks hingste på stutteriet. 
Renavlsperioden på Hillerødsholm varede fra omkring år 1700 til 1770 og blev stutteriets glansperiode med en hestebestand på cirka 200 hopper og 20 hingste samt opdræt, i alt 800 heste. Typen var den spanske modehest. Avlsmetoderne var imidlertid ikke bæredygtige i det lange løb. Omkring 1750 viste der sig fejl som spat, bløde koder, tyk hals og forringet frugtbarhed. Det tilskrives en stærk indavl. Fra 1770 til 1830 forsøgtes disse fejl rettet ved krydsning med arabiske og spanske heste samt yorkshireheste, men forgæves. I 1830'erne blev det besluttet at bruge engelske fuldblodsheste, men igen uden succes. I 1840 blev bestræbelserne på at genoprette stutteriet opgivet, og alle heste solgt ved auktion, dog undtaget enkelte hvidfødte eksemplarer til kongelig brug. 
Der blev derpå oprettet et lille halvblodsstutteri med et par hingste og nogle hopper af den gamle stamme, men det var alt for lidt og i 1871 blev også dette forsøg opgivet og dyrene solgt til C.F. Tietgen, der bortauktionerede dem i 1876.

### Frederiksborgheste i nyere tid
Da det definitivt var slut med stutteriet, viste det sig, at stutteriet havde haft stor indflydelse på landbrugets heste, især i Nordsjælland og på Bornholm, idet dets hingste i nogen grad havde stået til bedækning for fremmede hopper. Der havde også været udstationeret hingste visse steder på Sjælland. Da hestene havde halvblodskarakter, forsøgte nogle avlere at gøre dem kraftigere ved at krydse med jydske heste, større ved at krydse dem med oldenborgere eller lettere ved at bruge østprøjsiske heste (trakhenere). 
Flere af dem var efterladt af tyskerne ved befrielsen.
Tre avlslinjer viste sig at kunne danne basis for det, der var brug for: En mellemsvær trækhest (som ønsket af konsulent Søndergaard), der egnede sig til arbejde i landbruget. Følgende hingste var stamfædre til disse linjer: 
- Hingsten Regulus I, født 1865 med en hingst fra stutteriet som far og en fuldblods-hoppe (xx) som mor.
- Hingsten Hamlet, sønnesøn af en fuldblodsaraber (hamletlinjen kaldes også zarif-linjen efter Hamlets søn Zarif II, født 1889).
- Hingsten Pegasus, født 1882, der fik stor indflydelse på racen i Sydsjælland.

Regulus- og hamletlinjerne blev senere krydset med hinanden. Den frederiksborghest, vi kendte i 1949, er ikke den fra stutteriets glansperiode, men var resultatet af forskellige indkrydsninger. Dog nedstammer den fra ovennævnte hingste og er i mellemtiden ved avl blevet til en mellemsvær trækhest, der er noget større og tungere end den oprindelige Frederiksborghest.
Frederiksborghesten var især populær på Bornholm, hvor den har været omtalt som Bornholms nationalhest. 